# Nedre Boten
Nedre Boten är en sjö i Ludvika kommun i Dalarna, belägen omedelbart väster om Sunnansjö. Sjön har en area på 0,609 kvadratkilometer och ligger 157,9 meter över havet. Nedre Boten ingår i Norrströms huvudavrinningsområde och avvattnas av vattendraget Kolbäcksån. Via ett nor, Adernoret, är sjön förbunden med Övre Boten.

## Delavrinningsområde
Nedre Boten ingår i det delavrinningsområde (667727-145109) som SMHI kallar för Utloppet av Nedre Boten. Medelhöjden är 227 meter över havet och ytan är 15,2 kvadratkilometer. Räknas de 33 avrinningsområdena uppströms in blir den ackumulerade arean 510,33 kvadratkilometer. Kolbäcksån som avvattnar avrinningsområdet har biflödesordning 3, vilket innebär att vattnet flödar genom totalt 3 vattendrag innan det når havet efter 275 kilometer. Avrinningsområdet består mestadels av skog (77 procent). Avrinningsområdet har 1,06 kvadratkilometer vattenytor vilket ger det en sjöprocent på 7 procent. Bebyggelsen i området täcker en yta av 0,29 kvadratkilometer eller 2 procent av avrinningsområdet.